# Sleepy.ab
sleepy.ab（スリーピー）は、1998年に札幌市で結成された日本のロックバンド。2009年、ポニーキャニオンよりメジャーデビュー。

## メンバー

### 現在のメンバー
- 成山剛（なりやま つよし） - ボーカル、ギター。根室市出身。

主な使用楽器：Fender USA FSR '72 TL-CUSTOM・HEADWAY
- 山内憲介（やまうち けんすけ） - ギター。函館市出身。

主な使用楽器：GIBSON ES-340（テルミン、鍵盤吹奏笛、カリンバなども使用）
- 田中秀幸（たなか ひでゆき） - ベース。岩見沢市出身。

主な使用楽器：MODULUS VJ-4・Fender Japan JB62-FL・FENDER USA PB62

### 元メンバー
- 津波秀樹（つは ひでき） - ドラムス。恵庭市出身。2012年6月まで在籍。

## 概要
「メランコリックで幻想的なサウンドスケープ」「天性のエンジェリックヴォイスによって放たれる、柔らかな光に満ちた歌」「アグレッシヴでアタックの強いビート」等と評される。

### 略歴
- 札幌の経専音楽放送芸術専門学校で4人が出会う。当時、山内はアシッドジャズ、田中はメタル、津波はファンクやジャズに関心があった。
- 卒業後の1998年春、成山、山内、田中らで前身のバンドを結成する。
- 2002年4月、津波がバンドに参加。バンド名を 『sleepy.ab』（スリーピー） に改名
- 2002年、1stアルバム『face the music』をリリース。
- 2008年、5thアルバム『archive』リリース。この時期までの楽曲を総括。再録音や新曲も入れた。
- 2009年11月25日、6thアルバム『paratroop』でポニーキャニオンよりメジャーデビュー。
- 2012年6月、津波が脱退。津波脱退後はU&DESIGN、元ART-SCHOOLの鈴木浩之がサポートドラマーとして参加している。
- 2013年、8thアルバム『neuron』リリース。津波と鈴木のドラムが聴ける。

### バンド名の表記・読み方について
- 「sleepy.ab」と書いて「スリーピー」と読む。「ab」は発音しない。「abstract＝抽象的」「absolute＝絶対的」などを意味している。
- アコースティックライブでは「sleepy.ac」や「成山内（成山と山内のギターデュオ）」名義で活動することもある。

### エピソード
- 成山は、映画「丹青な庭」で主演している。
- CREATIVE OFFICE CUEのコンピレーションCD『CUE DREAM JAM-BOREE 2006「再会」』に津波が参加している。

## ディスコグラフィー

### 配信限定シングル
- アクアリウム（2009年5月20日）

## ミュージックビデオ
| 監督     | 曲名 |
| 大沢昌史 | 「マザーグース from DVD「Mother Goose Live+」」                                                                                |
| 小嶋貴之 | 「euphoria」「scene + Pain」「かくれんぼ」「アクアリウム」「アンドロメダ」「ハーメルン」「メリーゴーランド」「夢の花＋inside」 |
| 山口保幸 | 「トラベラー」「メロウ」「君と背景」「雪中花」                                                                                 |
| 不明     | 「Melody」「Mass gymnastic display」                                                                                           |

## 主なライブ

### ワンマンライブ・主催イベント
- 2008年 - archive tour 08
- 2010年 - paratroop tour
- 2010年 - 新譜録音経過報告行脚ワンマンツアー
- 2011年 - sleepy.ac tour 2011
- 2011年04月 - Mother Goose Tour
- 2012年11月〜12月 - 新譜録音経過報告行脚
- 2013年04月〜05月 - neuron tour
- 2013年 - sleepy.ac tour
- 2015年11月03日 - 宵～特別編～ in 大阪

### 出演イベント
- 2006年08月19日 - RISING SUN ROCK FESTIVAL 2006 in EZO
- 2006年08月25日 - RUSH BALL★P
- 2007年04月28日 - ARABAKI ROCK FEST.07
- 2007年07月01日 - CUE MUSIC JAM-BOREE IN YUBARI
- 2007年08月12日 - SUMMER SONIC 2007
- 2007年08月18日 - RISING SUN ROCK FESTIVAL 2007 in EZO
- 2007年11月19日 - Teenage Riot ～Special Showcase～
- 2007年12月01日 - New Audiogram ver. 1.4
- 2008年07月25日 - FUJI ROCK FESTIVAL '08
- 2008年08月30日 - FM AICHI presents Re:mix 2008
- 2008年08月31日 - RUSH BALL 2008
- 2008年10月26日 - soundgraph vol.1
- 2008年11月22日〜12月01日 - te' 3rd album「まして、心と五感が一致するなら全て最上の『音楽』に変ずる」release tour
- 2009年05月06日 - 心響(HIBIKI) ROCK FES. 2009
- 2009年05月21日 - スペースシャワー列伝 第76巻 ～海底3マイルの宴～
- 2009年08月07日 - SUMMER SONIC 2009
- 2009年12月31日 - COUNTDOWN JAPAN 09/10
- 2010年02月12日・14日 - 9mm Parabellum Bullet 命ノゼンマイ大巡業
- 2010年05月01日 - ARABAKI ROCK FEST.10
- 2010年07月18日 - JOIN ALIVE 2010
- 2010年08月06日 - ROCK IN JAPAN FESTIVAL 2010
- 2010年08月28日 - SPACE SHOWER SWEET LOVE SHOWER 2010 -15th ANNIVERSARY-
- 2010年08月29日 - RUSH BALL 2010
- 2010年11月20日 - 週末Diner vol.2 大阪
- 2010年12月31日 - COUNTDOWN JAPAN 10/11
- 2011年03月20日 - MUSIC CUBE 11
- 2011年05月04日 - 心響(HIBIKI) ROCK FES. 2011
- 2011年08月28日 - Slow Music Slow LIVE '11 in 池上本門寺(「sleepy.ac」として出演)
- 2011年10月01日 - ねごと お口ポカーンフェス?! ～ ex it! 抜け殻ツアー～
- 2011年10月22日 - BOROFESTA 2011
- 2011年11月04日 - shimokita round up5(「成山内」として出演)
- 2011年12月31日 - COUNTDOWN JAPAN 11/12
- 2012年01月20日 - QUIET ROOM 2012(「成山内」として出演)
- 2012年07月06日 - THE FUTURE OF LIVE -extra-(「成山内」として出演)
- 2013年02月02日 - BAYCAMP 201302(「成山内」として出演)
- 2013年07月05日 - ピロカルピン 1st Full Album Release Tour "太陽と月のキャラバン
- 2013年07月11日 - O-EAST presents 「Who Was In My Mirror?」
- 2013年07月14日 - ROKKO SUN MUSIC 2013
- 2013年07月27日 - JOIN ALIVE 2013
- 2013年08月07日 - SHELTER presents "BATTLE60×60"
- 2013年09月26日 - ハルカトミユキ プレゼンツ 『進撃の小さな巨人』
- 2013年10月05日 - MEGA☆ROCKS 2013
- 2013年10月13日 - MINAMI WHEEL 2013
- 2014年01月29日 - Barbed Wire Kisses II
- 2014年08月16日 - RISING SUN ROCK FESTIVAL 2014 in EZO
- 2014年12月06日 - HELLO INDIE 2014(「sleepy.ac」として出演)
- 2015年03月07日 - OTO TO TABI 2015
- 2015年04月24日 - 東京風景 vol.3
- 2015年06月07日 - te' 既視感の深層より芽吹いた変革への萌芽は、審美的な想念を鼓吹し、ある種陶然とするほどの交わりの中で神韻縹緲たる夢想に戦慄く。
- 2015年08月14日 - RISING SUN ROCK FESTIVAL 2015 in EZO(「成山内」として出演)
- 2015年08月23日 - V.M.A"Visual Music Alternative"
- 2015年09月26日・27日 - もみじ市2015(「成山内」として出演)
- 2015年11月13日 - オワリカラ New single "new music from big pink" tour
- 2015年11月22日 - 今日のできごと presents ～sleepy. ab vs Schroeder-Headz～